# Otto Almquist
Erik Otto Almquist, född den 7 oktober 1861 i Skogs-Tibble socken, död den 2 januari 1935 i Uppsala, var en svensk militär. Han var bror till Sigfrid och Ernst Almquist.
Almquist genomgick Uppsala högre allmänna läroverk, blev volontär vid Upplands regemente 1878, avlade mogenhetsexamen i Uppsala 1879 och officersexamen 1880. Han blev därefter underlöjtnant vid Upplands infanteriregemente samma år, utexaminerades från Krigshögskolan 1884, tjänstgjorde för utbildning i gevärsteknik vid Huskvarna vapenfabrik 1885 och vid artilleriets reparationsverkstäder i Stockholm 1886. År 1888 blev Almquist löjtnant och 1890–1893 var han lärare vid infanteriskjutskolan. Han var Kunglig majestäts ombud i Upplands skytteförbund 1893–1904 och medlem i kommissionen för infanteriskjustskolans organisation 1897. Han blev kapten i armén 1898, var förste lärare vid infanteriskjutskolan 1899–1904 samt kommenderades som skottställningsofficer vid Waffenfabrik Mauser i Oberndorf am Neckar 1899–1900. Almquist var ledamot av centralstyrelsen för Sveriges frivilliga skytteföreningar och senare av skytteförbundets överstyrelse, ledamot av kommittén för prövning av automatpistoler 1903. År 1906 blev han befordrad till major och 1911 till överstelöjtnant innan sitt avsked 1916.
Almquist författade flera arbeten inom såväl militärhistoria som inom vapenutbildningens område. Han var en flitig jägare och gjorde också flera uppfinningar inom det vapentekniska området, bland annat patentförladdningen, som kom till flitig användning. Hans viktigaste insats föll dock inom skjutteknikens område.
Almquist blev 1901 riddare av Svärdsorden, 1904 ledamot av Krigsvetenskapsakademien, erhöll Uppsala läns skytteförbunds guldmedalj 1906 och blev riddare av Vasaorden 1910. Han är begravd på Uppsala gamla kyrkogård.